# Brugwachtalarmsysteem
Een brugwachtalarmsysteem (BNWAS, afkorting voor "Bridge Navigational Watch Alarm System") is een apparaat dat gebruikt wordt in de scheepvaart.
Het doel is om te voorkomen dat de wachtlopende officier in slaap valt en zo het risico op ongevallen te verkleinen. Wanneer de BNWAS geactiveerd wordt, moet de officier binnen een bepaalde tijd op een knop drukken. Vroeger bestond een gelijkaardig systeem, het Dead man alarm.

## Werking
Het brugwachtalarmsysteem wordt automatisch geactiveerd wanneer de automatische piloot aangezet wordt. Om de 3 tot 12 minuten, afhankelijk van de instelling, komt er een visuele indicatie op de brug. Als deze waargenomen wordt, moet de officier op een knop drukken. Als dit niet binnen de 15 seconden gebeurt, komt er ook een auditieve indicatie.
Als er na 15 seconden nog niet wordt gereageerd gaat het alarm ook af in de cabine van de kapitein en de cabine van de officier van wacht.
Als er na 90 seconden nog niets gebeurt dan gaat er een alarm af in alle cabines. Deze is luid genoeg om slapende personen te wekken.
Er bestaan ook systemen waarbij er een beweging moet geregistreerd worden door een bewegingssensor.
De BNWAS moet op drie verschillende modes kunnen werken:
- Automatisch: dit gebeurt automatisch wanneer het schip varende is
- Manueel Aan: dit gebeurt in alle omstandigheden
- Manueel uit: dit kan enkel met een speciale sleutel, die de kapitein heeft

## IMO-vereisten
De Internationale Maritieme Organisatie (IMO) bepaalt welke schepen uitgerust moeten zijn met een BNWAS:
- Alle vrachtschepen vanaf 150 GT en alle passagiersschepen, gebouwd na 1 juli 2011
- Alle passagiersschepen, vanaf 1 juli 2012
- Alle vrachtschepen van 3000 GT, vanaf 1 juli 2012
- Alle vrachtschepen vanaf 500 GT, maar kleiner dan 3000 GT, vanaf 1 juli 2013
- Alle vrachtschepen vanaf 150 GT, maar kleiner dan 500 GT, vanaf 1 juli 2014